# Schlacht von San Martino
Montebello – Varese – San Fermo – Palestro – Turbigo – Boffalora – Magenta – Melegnano – Treponti – Medole – Solferino – San Martino
Die Schlacht von San Martino am 24. Juni 1859 war eine Schlacht des Sardinischen Krieges und fand gleichzeitig mit der Schlacht von Solferino zwischen den regulären Truppen Sardinien-Piemonts, italienischen Freiwilligen und den Truppen des Kaisertums Österreich statt.

## Einführung
San Martino (heute: San Martino della Battaglia) ist ein kleiner italienischer Ort südlich des Gardasees, nahe der Autobahn A4 (Mailand-Verona). Am 24. Juni 1859 schlugen die vereinigten Armeen Frankreichs und Sardinien-Piemonts in der Schlacht von Solferino die Truppen Österreichs. Während die Franzosen an diesem Tag ausschließlich bei der nur wenige Kilometer südlich gelegenen Ortschaft Solferino kämpften, wurden die Piemontesen und italienische Freiwillige vorwiegend in San Martino eingesetzt. Die dort vom österreichischen VIII. Korps (etwa 28.500 Mann) unter FML Ludwig von Benedek gehaltenen Höhenzüge konnten die Italiener (etwa 36.500 Mann) erst nach vierzehnstündigem Kampf einnehmen.
Am Morgen des 24. Juni erteilte Kaiser Napoléon III. seinen unterstellten französischen und italienischen Truppen den Befehl, auf das österreichische Festungsviereck Mantua-Peschiera del Garda-Verona-Legnago zu marschieren. Er ahnte nicht, dass die österreichischen Truppen den Mincio überquert hatten, einen Abfluss des Gardasees, der zugleich die Westfront des österreichischen Festungsvierecks darstellte. Sie wollten mit dem Mincio im Rücken eine Entscheidung in der westlich gelegenen Ebene von Montichiari suchen, wo ihnen der Einsatz ihrer Kavallerie vorteilhafter erschien. Die beiden Heere hatten zu diesem Zeitpunkt keine Informationen über die Bewegungen ihres jeweiligen Gegners. Obwohl San Martino und Solferino in unmittelbarer Nachbarschaft liegen, wurden dort jeweils zwei separate Schlachten geschlagen. Napoleon III. erhielt erste Informationen über den österreichischen Vormarsch am 24. Juni um 5:30 Uhr morgens während der Beerdigung eines verstorbenen französischen Generals. Vom Turm der Pfarrkirche von Castiglione delle Stiviere aus plante er den Einsatz seiner Verbände und befahl anschließend den Angriff. Die beiden Heere trafen auf den sich von Norden nach Süden hinziehenden Höhenzügen zwischen San Martino, Solferino und Cavriana aufeinander.

## Verlauf der Schlacht

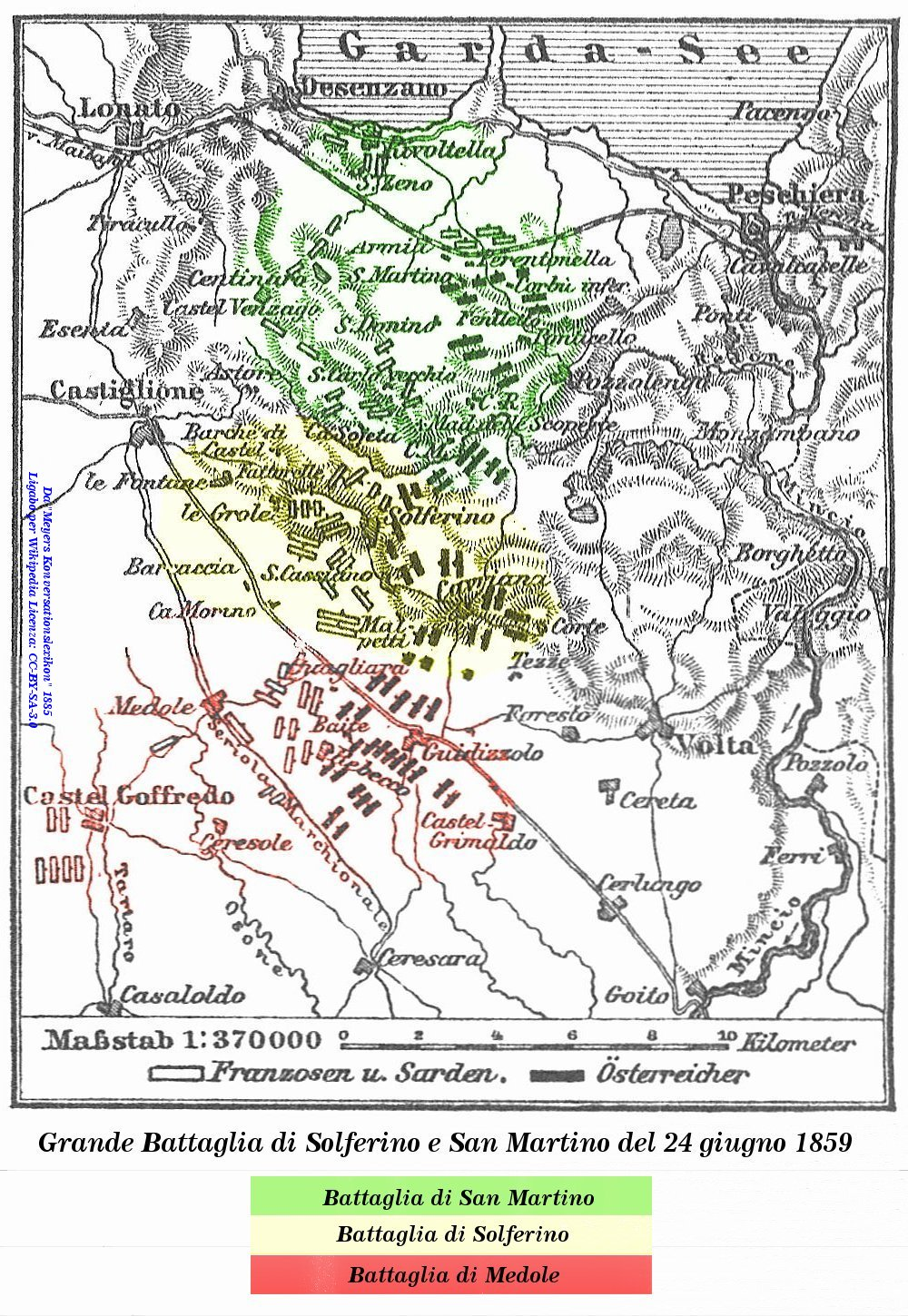
Karte der Schlachten von San Martino (grün), Solferino (gelb) und Medole (rot)

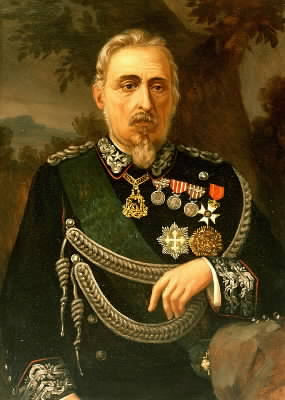
General Giovanni Durando

Die Schlacht von San Martino begann am frühen Morgen, als piemontesische Aufklärungseinheiten des Oberstleutnants Raffaele Cadorna am Fuß des Hügels von San Martino auf österreichische Truppen stießen. Die sardische 2. Division (Manfredo Fanti) war zwischen Lonato und Esenta in Stellung, die 1. (Durando) und die 5. Division (Cucchiari) unmittelbar vor Lonato und die Division 3. (General Mollard) verlängerte die Front bis zum Gardasee bei Rivoltella.
Das österreichische VIII. Korps lagerte mit der Division unter FML Berger (Brigaden: Reichlin, Waterfliet, Nowy) nordwestlich von Pozzolengo hinter den Bergrücken San Giacomo und Ingrana, der linke Flügel – die Division unter FML Lang (Brigaden: Philippovich, Dauber, Lippert) war am Redonebach angelehnt. Die nach und nach in den Kampf geworfenen Einheiten der Österreicher zwangen die Piemontesen zunächst zum Rückzug. Angesichts der prekären Lage befahl König Viktor Emanuel II. von Savoyen seiner bereits nach Solferino abmarschierenden Brigade Aosta, nach San Martino umzukehren. Der Hügel von San Martino wechselte im Lauf des Tages sieben Mal den Besitzer.
Die schweren Kämpfe in Solferino brachten gegen 14:00 Uhr eine Vorentscheidung, die durch ein von Napoleon persönlich angeordnetes Gefecht bei Cavriana definitiven Charakter annahm. Gegen 17:00 Uhr begann unter schwerem österreichischen Artilleriefeuer ein piemontesischer Angriff, in dessen Verlauf die strategisch wichtigen Stellungen zwischen Cascina und Colombare erobert wurden. Die auf beiden Seiten der Straße nach Pozzolengo vorgehende sardische 5. Division nahm die Dörfer Chiodine und Plandro ein. Der österreichische General Benedek hatte mittlerweile einen Rückzugsbefehl erhalten, dem er aber erwiesenermaßen nicht nachkam.
Gegen 18:00 Uhr begann während eines Gewitters der piemontesische Angriff auf die letzten österreichischen Stellungen, die erst gegen 21:00 Uhr eingenommen werden konnten. In der Nacht zogen sich die österreichischen Verbände in ihr Festungsviereck zurück. Am Abend quartierte sich Napoleon in dem Haus in Cavriana ein, in dem der österreichische Kaiser Franz Joseph I. tags zuvor übernachtet hatte.
Der Krieg von 1859 (auch Sardinischer Krieg oder Zweiter Italienischer Unabhängigkeitskrieg genannt) endete mit dem Waffenstillstand von Villafranca und der Abtretung der Lombardei an Frankreich bzw. das Königreich Sardinien.

## Gedenkstätte

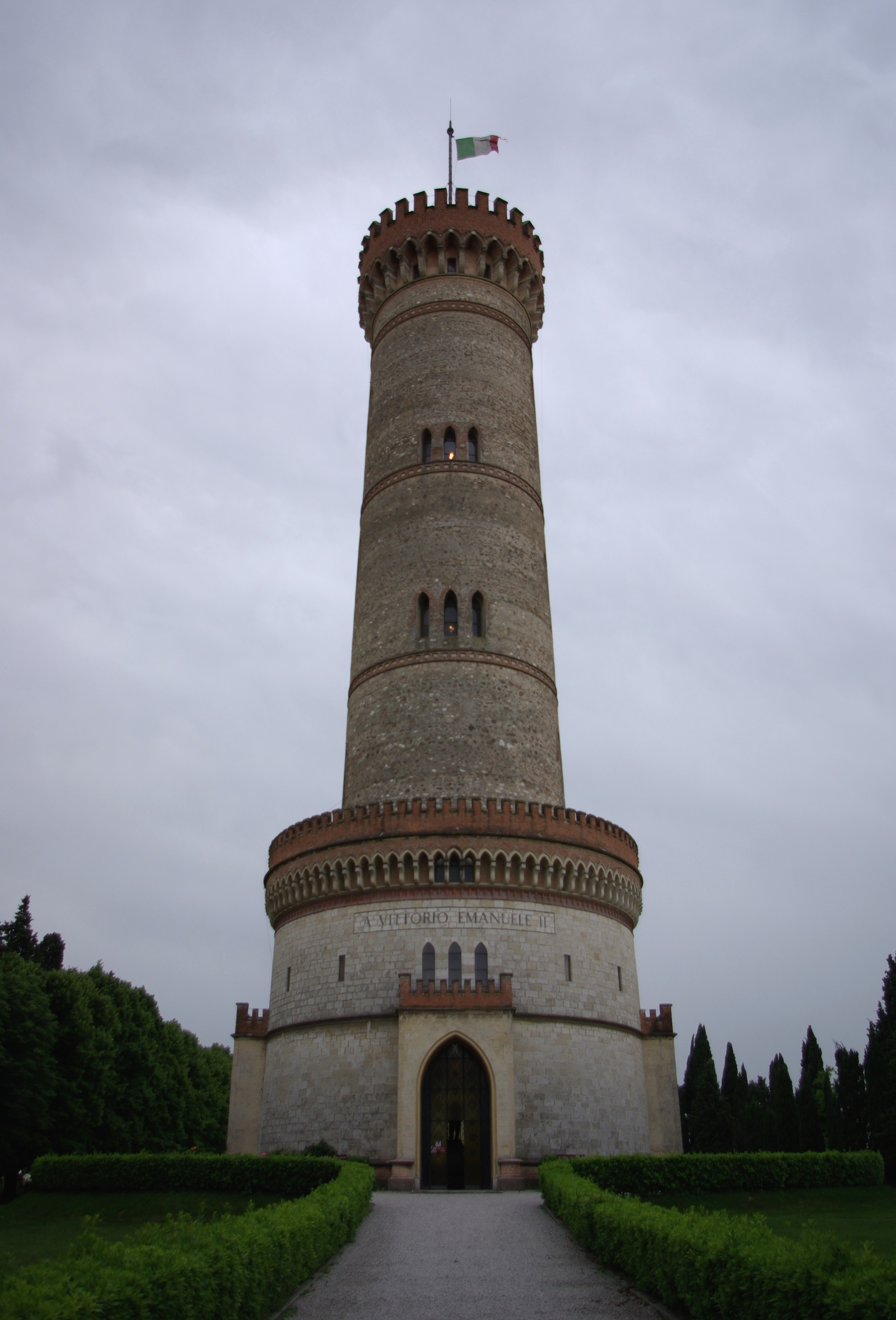
Turm der Gedenkstätte, 2009

Auf einem der Hügel von San Martino befindet sich ein zwischen 1880 und 1893 errichteter, monumentaler Turm, der an die entscheidende Schlacht erinnert. Im Innern des 64,60 Meter hohen Bauwerks (mit Fahnenmast: 74 Meter) befinden sich Büsten beteiligter Personen und, auf sieben Stockwerke verteilt, lebensgroße Fresken mit Kampfszenen. Außerdem dient das Gebäude als Leuchtturm für den Schiffsverkehr des Gardasees. Die drei Leuchtfeuer strahlen in den Farben der Flagge Italiens.
Daneben befinden sich hier ein 1939 erbautes Museum mit Waffen, Uniformen, Fahnen und weiteren Erinnerungsstücken sowie eine Beinhaus-Kapelle, in der sich die Gebeine von 2.619 Soldaten befinden.
Die Gedenkstätten von Solferino und San Martino bilden einen gemeinsamen Denkmalkomplex.

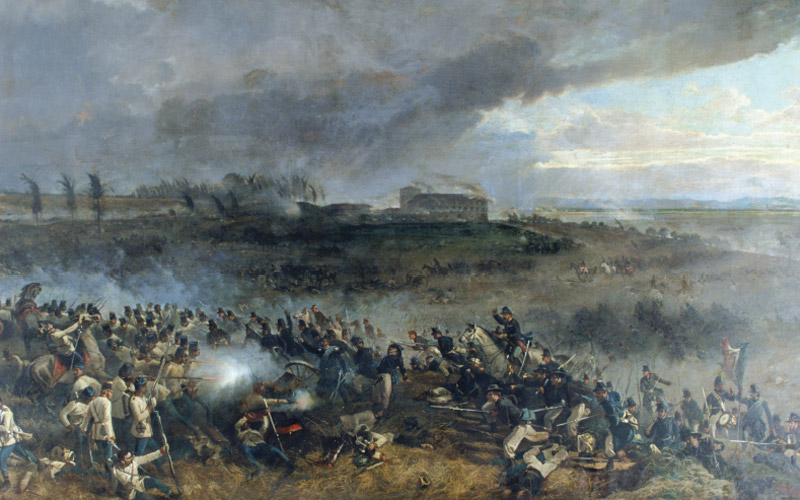
Schlacht von San Martino, Gemälde (um 1860)
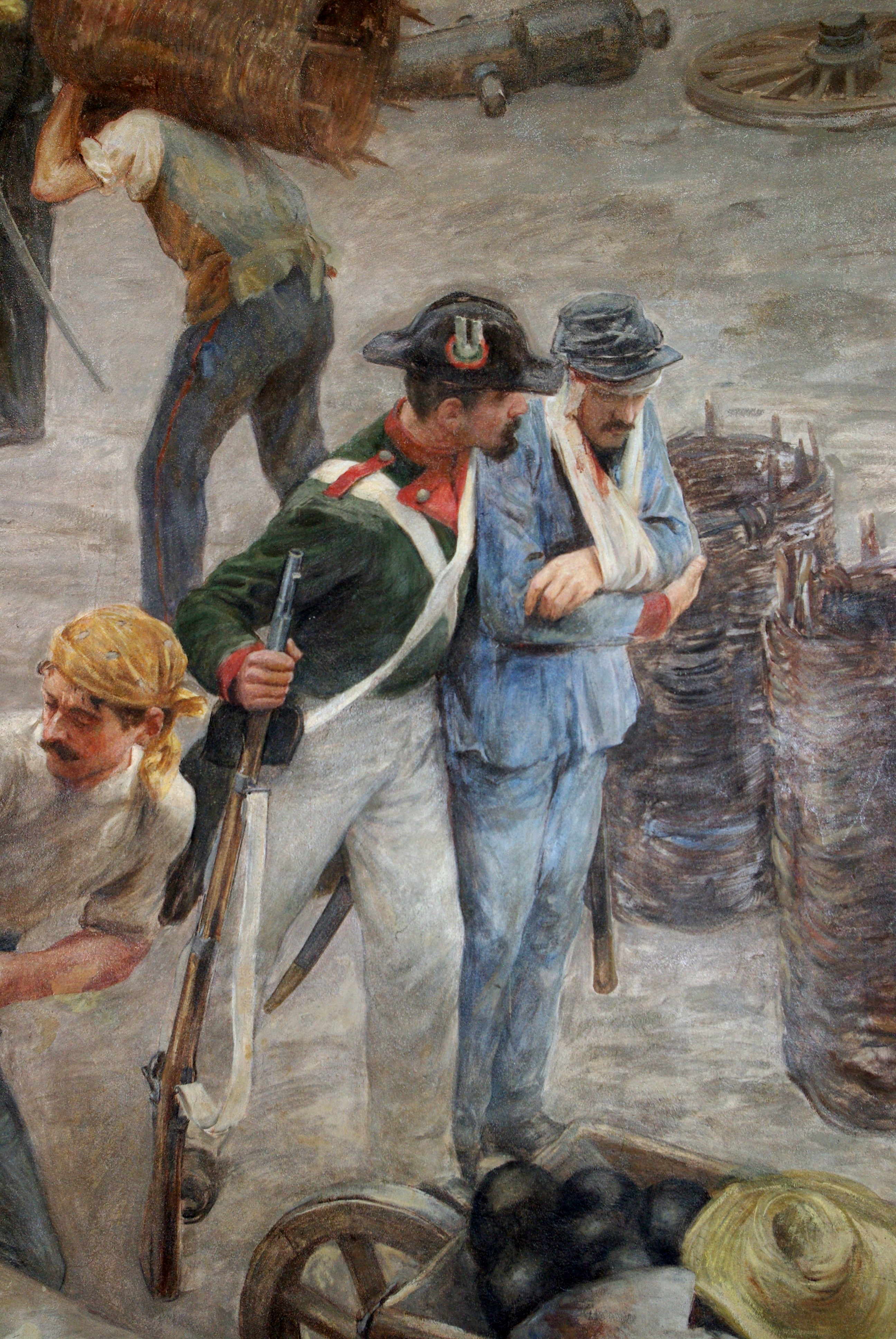
Ausschnitt eines Freskos im Turm
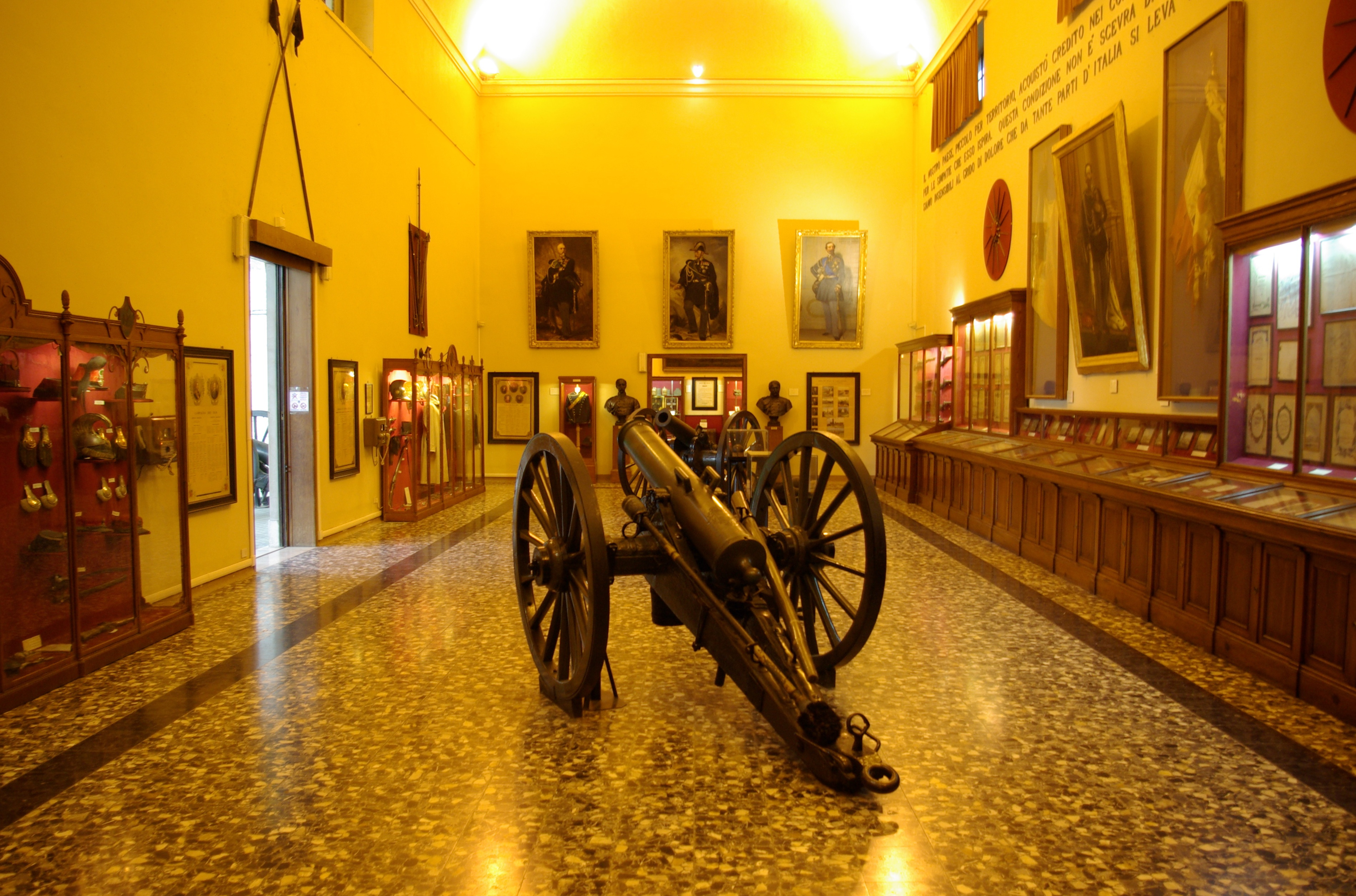
Innenraum des Museums
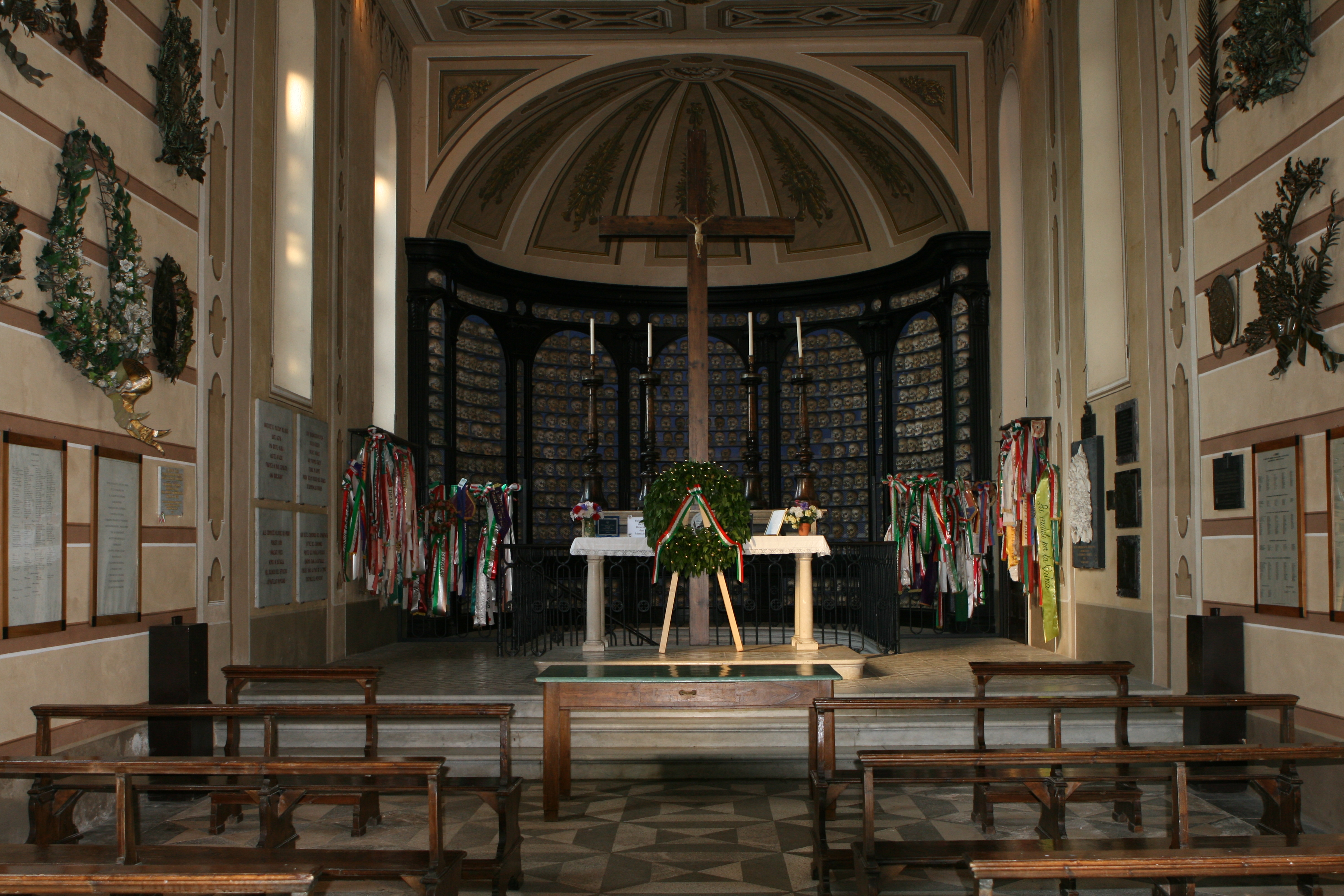
Innenraum der Beinhaus-Kapelle